# Chiroteuthis picteti
Chiroteuthis picteti Joubin, 1894 è una specie di calamaro d'alto mare appartenente alla famiglia Chiroteuthidae.

## Descrizione
Questa specie si distingue per i tentacoli estremamente lunghi e sottili, che possono raggiungere una lunghezza pari a quattro volte quella del mantello (lungo fino a 10 cm). Il corpo è fragile e gelatinoso, con una forma conica, mentre il collo è cilindrico. Le pinne variano da ovali a ellittiche, con una lunghezza pari a circa il 50% di quella del mantello. Gli occhi sono grandi.

## Distribuzione e habitat
Chiroteuthis picteti ha una distribuzione ampia negli oceani Pacifico e Indiano. È stato osservato in regioni come le Hawaii e l'Indonesia.

## Biologia
Gli stadi paralarvali doratopsidi sono stati descritti nelle acque hawaiane (come C. imperator) da Young nel 1991. Gli stadi più giovani presentano caratteristiche insolite per un doratopside: sono praticamente privi di pilastro branchiale e, negli stadi successivi, l'esofago risulta centralmente posizionato nel pilastro branchiale, che a quel punto si è formato. La paralarva in stadio avanzato può raggiungere una lunghezza del mantello di almeno 45 mm.
Le femmine adulte sono state raramente osservate, come quelle degli altri Chiroteuthidae. Una femmina di C. picteti, catturata con un retino a mano da un pescatore al largo di Oahu, Hawaii, è stata osservata mentre nuotava in superficie nel primo pomeriggio, sopra fondali profondi 2000 metri (a circa 13 km dalla costa). Il calamaro misurava una lunghezza del mantello di 370 mm e i tessuti erano molto flaccidi. Non è stata trovata alcuna traccia di spermatofore o spermateche scaricate. Dell'ovaio non rimaneva praticamente nulla, ad eccezione di alcune uova sferiche del diametro di circa 1,0 mm. Il calamaro era di colore rosso-bruno, con la maggior parte del pigmento presente nei cromatofori. Un'eccezione interessante era rappresentata dalla superficie orale dei tentacoli ventrali e dalla superficie orale della guaina tentacolare, che presentavano una pigmentazione molto scura, con il pigmento distribuito in cellule epiteliali. Questa pigmentazione era notevolmente più scura rispetto al resto del corpo del calamaro. Anche la membrana buccale, che di solito è pesantemente pigmentata, risultava meno scura rispetto a quella degli individui immaturi.
Clyde F. E. Roper e Richard E. Young hanno inoltre esaminato un maschio maturo catturato con un traino. Questo esemplare non presentava una pigmentazione specializzata sulle braccia ventrali. Considerando la presenza di organi luminosi associati ai tentacoli, si potrebbe ipotizzare che questa pigmentazione agisca come un «otturatore» per i tentacoli retratti, potenzialmente coinvolti in comportamenti riproduttivi luminescenti. Il maschio (dalla lunghezza del mantello di 200 mm) non mostrava ectocotilizzazione delle braccia ma possedeva un grande pene che si estendeva ben oltre la cavità del mantello. Durante la cattura sono state rilasciate alcune spermatofore, una delle quali è stata trovata attaccata all'interno, vicino alla punta dell'imbuto, suggerendo che normalmente il pene venga esteso attraverso l’imbuto.

## Tassonomia
C. picteti è stato originariamente descritto nelle acque indonesiane da Joubin (1894). Poco dopo, Goodrich (1896) descrisse due specie provenienti dal Golfo del Bengala, Oceano Indiano. Una di queste, basata su un adulto di grandi dimensioni (360 mm di lunghezza del mantello), venne denominata C. macrosoma. L'altra, descritta a partire da una paralarva doratopside, fu chiamata C. pellucida. Entrambe queste specie sembrano essere sinonimi di C. picteti. Chun (1908) descrisse C. imperator al largo di Sumatra, in Indonesia, vicino alla località tipo di C. picteti. Roper e Young, dopo aver analizzato l'esemplare tipo di C. imperator non hanno evidenziato caratteristiche distintive, e ritengono che questa specie sia un sinonimo di C. picteti. Salcedo-Vargas (1996) ha descritto una sottospecie, C. picteti somaliensis, proveniente dall'Oceano Indiano occidentale, caratterizzata da un numero superiore di denticoli sugli anelli delle ventose delle braccia (18-22) e sugli anelli delle ventose della clava tentacolare (13-15).